# Vuelo 529 de TWA
El vuelo 529 de TWA era un avión de hélice Lockheed Constellation L-049, matrícula N86511, que operaba como un servicio regular de pasajeros desde Boston, Massachusetts a San Francisco, California . El 1 de septiembre de 1961, a las 02:05 CDT, el vuelo se estrelló en un campo al sur de Clarendon Hills, Illinois, poco después de despegar del Aeropuerto Midway (KMDW) en Chicago, matando a los 73 pasajeros y cinco tripulantes a bordo; fue en ese momento el desastre de un solo avión más mortal en la historia de los Estados Unidos.
El accidente fue investigado por la Junta de Aeronáutica Civil, que concluyó que su causa probable fue la pérdida de un perno de 5/16 de pulgada que se cayó del mecanismo de control del elevador durante el ascenso desde Chicago, lo que resultó en un cabeceo abrupto seguido de una pérdida y un choque. 

## Historia del vuelo
El avión cuatrimotor de hélice se originó en Boston y, tras realizar escalas intermedias en Nueva York y Pittsburgh, llegó al Aeropuerto Midway de Chicago a la 01:18 (hora central), donde una nueva tripulación tomó el control y se le añadió combustible y aceite. A las 02:00, el vuelo despegó de la pista 22 con destino a Las Vegas, Nevada, su próxima parada.
Cinco minutos después, mientras ascendía hacia los 5,000 pies en dirección oeste, la aeronave se inclinó repentinamente hacia arriba de forma violenta, lo que provocó una pérdida de sustentación acelerada de la que la tripulación no pudo recuperarse. El avión se estrelló contra el terreno, dejando un campo de escombros de 200 por 1,100 pies.

## Investigación

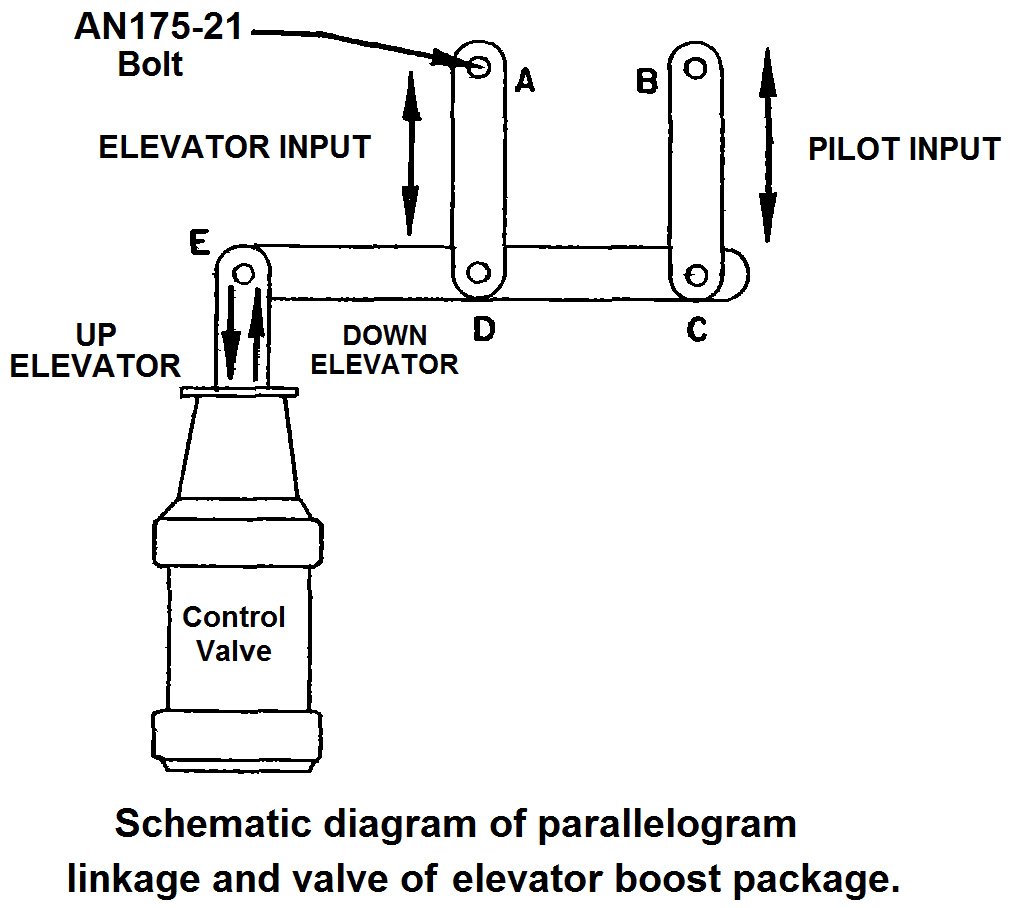
Esquema del mecanismo de conexión del sistema de refuerzo del elevador, mostrando la ubicación del perno faltante (A)

La Junta de Aeronáutica Civil (CAB) investigó el accidente y, a medida que se reensamblaban y analizaban las piezas del fuselaje, se hizo evidente que faltaba un perno crítico de acero niquelado de 5/16 pulgadas, modelo AN-175-21, en el mecanismo de conexión del sistema de refuerzo del elevador.Al examinar cuidadosamente las marcas de desgaste y los patrones de grasa cerca del perno faltante, los investigadores de la CAB concluyeron que el perno se había caído antes de la desintegración y el impacto del avión contra el suelo, y no como resultado del accidente en sí. Sin ese perno en su lugar, el elevador (cuando está en modo de refuerzo) —y, por lo tanto, toda la aeronave— se volvía incontrolable. Esto llevó a los investigadores a deducir que el perno se había desprendido, probablemente por aflojamiento, poco antes del inicio de la secuencia del accidente.
El diseño del Lockheed Constellation L-049 permitía a los pilotos desactivar el sistema hidráulico del elevador y controlar los elevadores manualmente mediante un enlace mecánico directo. Aparentemente, los pilotos del vuelo accidentado intentaron revertir al control manual cuando la aeronave comenzó a inclinarse hacia arriba, pero el diseño era tal que una presión continua hacia abajo (nariz abajo) sobre los elevadores hacía que el cambio al control manual fuera mecánicamente imposible.
Así, según la reconstrucción de los hechos realizada por la CAB, mientras los pilotos aplicaban desesperadamente presión hacia abajo para evitar una pérdida de sustentación, también impedían involuntariamente el cambio al modo manual y la recuperación del control del elevador.
El 18 de diciembre de 1962, la CAB publicó su informe final sobre el accidente, concluyendo que la causa probable fue: "... la pérdida de un perno AN-175-21 de acero niquelado del sistema de enlace en paralelogramo del sistema de refuerzo del elevador, lo que resultó en la pérdida de control de la aeronave."

## Consecuencias
Como resultado de su investigación del accidente, la Junta de Aeronáutica Civil (CAB) instó a la FAA a exigir un rediseño del control de refuerzo del elevador, de manera que el cambio al modo manual pudiera ser realizado fácilmente por los pilotos, incluso al aplicar presión hacia abajo (nariz abajo). La FAA respondió que había solicitado al fabricante incorporar cambios de procedimiento en el manual de vuelo de la aeronave, pero no exigió modificaciones de diseño.

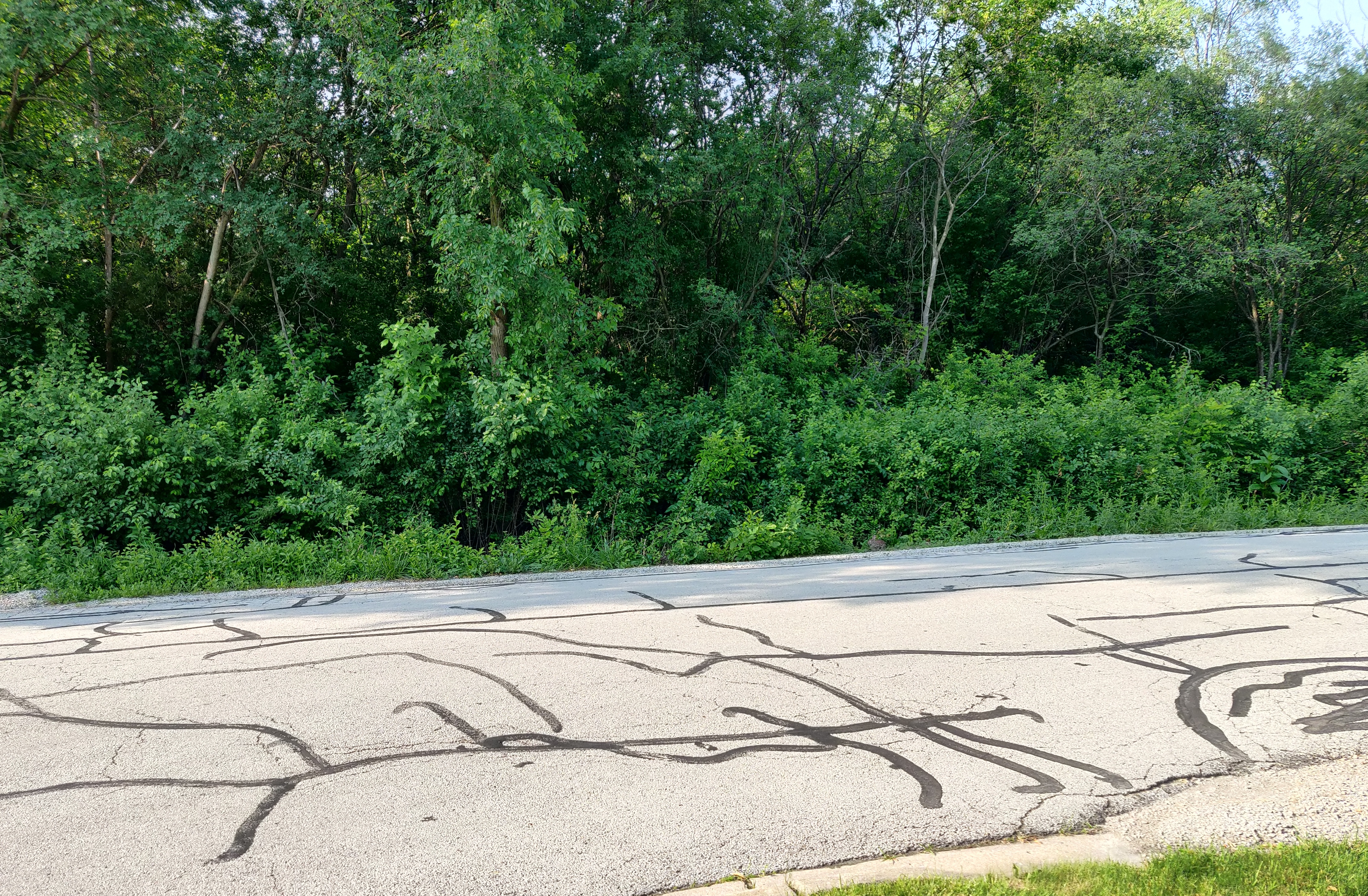
Lugar del accidente del vuelo 529 de TWA en Willowbrook, Illinois, fotografiado en junio de 2022.

Se celebró un servicio conmemorativo en el parque Prairie Trail en Willowbrook, Illinois, ligeramente al este-noreste del lugar del accidente, en el 60.º aniversario de la tragedia. En la ceremonia se inauguró una placa dedicada a las víctimas y a los primeros en responder a la emergencia.Para la década de 1990, árboles y maleza cubrían la mayor parte del lugar del siniestro. A partir de 2022, el sitio del accidente seguía siendo mayormente una zona boscosa no urbanizada, rodeada de viviendas. El terreno fue recientemente despejado en 2023.

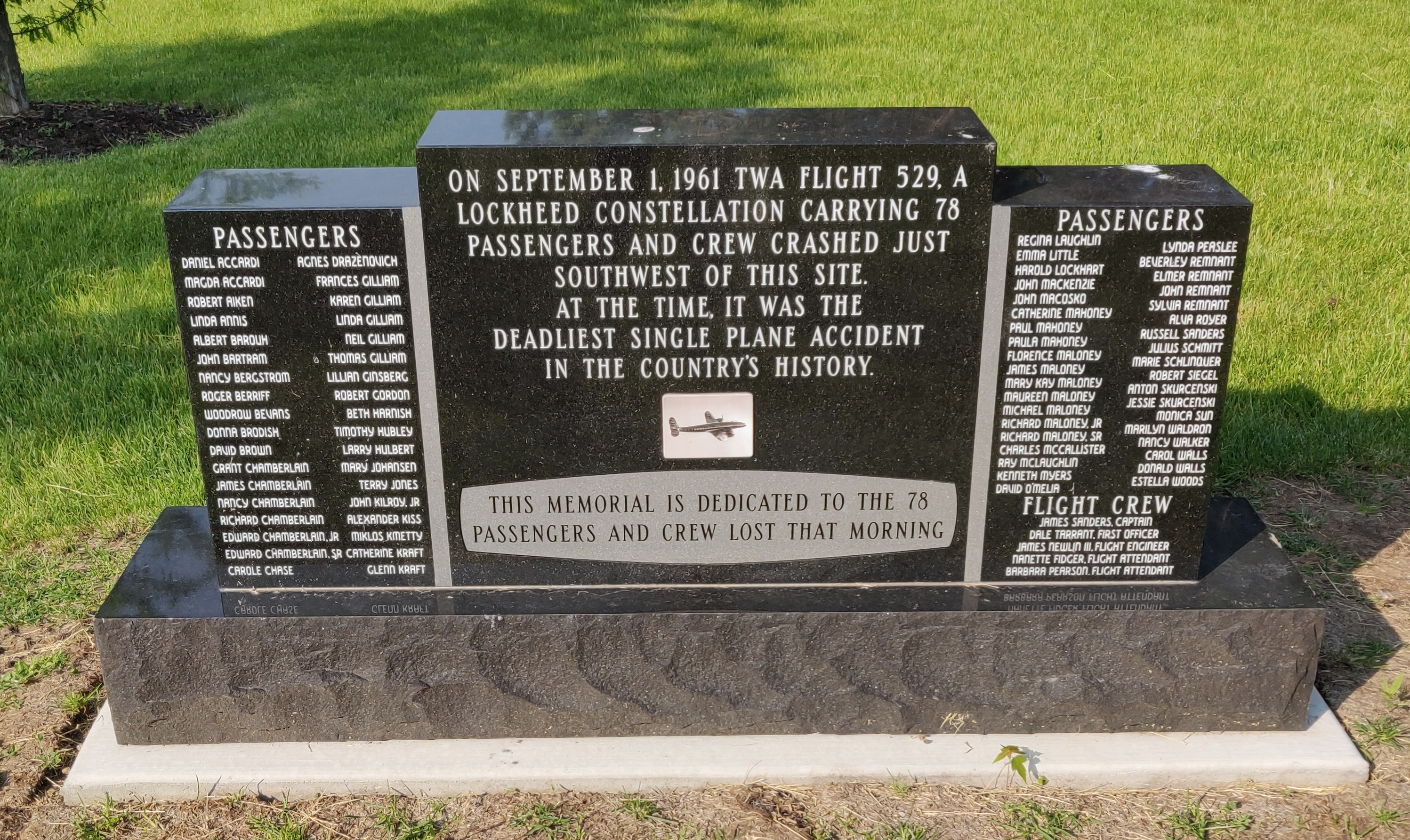
Monumento conmemorativo del accidente del vuelo 529 de TWA ubicado en el parque Prairie Trail, Willowbrook, Illinois.